# Coeliades pisistratus
Coeliades pisistratus là một loài bướm ngày thuộc họ Bướm nhảy. Nó được tìm thấy ở KwaZulu-Natal, Botswana và tây nam châu Phi.
Sải cánh dài 55–65 mm đối với con đực and 63–70 mm đối với con cái. Con trưởng thành bay quanh năm ở các khu vực ấm hơn với cao điểm vào tháng 9 đến tháng 4.
Ấu trùng ăn nhiều loại cây khác nhau, bao gồm Sphedamnocarpus pruriens, Triaspis macropteron, Dregea, Indigofera, Marsdenia, Acridocarpus và Combretum.